# Central Única de Trabajadores de Chile
La Central Única de Trabajadores de Chile (CUT), fue la más grande y única central sindical chilena entre 1953 y 1973. Fundada con el objetivo de agrupar a todo el movimiento obrero (disperso hasta ese momento), defender sus derechos y representar sus demandas. Su primer presidente y fundador fue Clotario Blest.

## Historia de la CUT
Las organizaciones y centrales sindicales que acordaron la fusión fueron: las dos facciones de la Confederación de Trabajadores de Chile (CTCH), el Movimiento Unitario Nacional de Trabajadores (MUNT, 1950 anarcosindicalista) cuyo principal dirigente fuera Ernesto Miranda Rivas, Comité Relacionador de Unidad Sindical (CRUS, 1950) la Junta Nacional de Empleados de Chile (JUNECH, 1948), Movimiento de Unidad Sindical (MUS, 1952). Todas las anteriores integrantes de la Comisión Nacional de Unidad Sindical (CNUS) creado en mayo de 1952. La CUT se considera heredera en sus objetivos, en cuanto a unificar y aglutinar el movimiento obrero y sus demandas y derechos, a la Federación Obrera de Chile (FOCH) y la CTCH (antes de su división en 1946). Una de las primeras decisiones para evitar la división fue que la CUT nunca se afilió a las tres centrales sindicales internacionales (CIOSL, FSM y CISC, posterior CMT).
Hubo una influencia inicial del anarcosindicalismo manifestado en su primera Declaración de Principios (1953) en la que versa que "la emancipación de los trabajadores es obra de los propios trabajadores" (Parafraseando el lema de la Primera Internacional), y que:

El régimen capitalista actual fundado en la propiedad privada de la tierra, de los instrumentos y medios de producción y en la explotación del hombre por el hombre, que divide a la sociedad en clases antagónicas, explotados y explotadores, debe ser sustituido por un régimen económico social que liquide la propiedad privada hasta llegar a la sociedad sin clases, en la que se asegure al hombre y a la humanidad su pleno desarrollo, […] La Central Única de Trabajadores realizará una acción reivindicacionista encuadrada dentro de los principios y métodos de la lucha de clases, conservando su plena independencia de todos los Gobiernos y sectarismos político partidistas. Sin embargo, la Central Única de Trabajadores no es una central apolítica: por el contrario, representando la conjunción de todos los sectores de la masa trabajadora, su acción emancipadora la desarrollará por sobre los partidos políticos, a fin de mantener su cohesión orgánica. […] La lucha sindical es parte integrante del movimiento general de clases del proletariado y de las masas explotadas, y en esta virtud no puede ni debe permanecer neutral en la lucha social y debe asumir el rol de dirección que le corresponde. En consecuencia, declara que los sindicatos son organismos de defensa de los intereses y fines de los trabajadores dentro del sistema capitalista. Pero, al mismo tiempo, son organismos de lucha clasista que señalan como meta para la emancipación económica de los mismos, o sea, la transformación socialista de la sociedad, la abolición de clases y la organización de la vida humana mediante la supresión del estado opresor."
 Central Única de Trabajadores de Chile (CUT)

Al interior de la CUT fue clara la hegemonía de los partidos comunista y socialista (ver composición congresos y CDN) en desmedro de otros grupos como los radicales y la democracia cristiana. Ello hizo muy difícil que se tuviera una visión diferente a la de una organización que representaba los intereses de clase, y la natural cercanía con los partidos políticos que la representaban.
Durante su existencia la CUT llamó a 12 huelgas generales las cuales fueron: 1954 (1), 1955 (1), 1956 (1), 1960 (2), 1962 (1), 1964 (2), 1966 (1), 1967 (1), 1969 (1), 1970 (1)
Estuvieron afiliada a la CUT, en distintos momentos, la Federación Industrial Ferroviaria, la Federación Minera, la Federación Industrial Nacional de la Construcciòn, la Agrupación Nacional de Empleados Fiscales, la Asociación Nacional de Empleados Municipales de Chile, la Confederación de Empleados Particulares de Chile y la Federación Nacional de Trabajadores de la Salud, entre otras.
En 1969 se firmó el acuerdo CUT-Gobierno que estableció una política de remuneraciones para 1970. Actualizado anualmente hasta el golpe de Estado de 1973. Entre 1971 y 1973 la CUT tuvo su propia radioemisora, denominada «Luis Emilio Recabarren» (CB 130) y que formaba parte de la cadena de emisoras «La Voz de la Patria»; fue silenciada el 11 de septiembre de 1973 como parte del golpe de Estado.
La CUT apoyó al gobierno de la Unidad Popular que encabezó Salvador Allende hasta su derrocamiento el 11 de septiembre de 1973. El 4 de enero de 1972 se promulga la Ley N° 17.594, que concede personalidad jurídica de la CUT y mecanismos de financiamiento de sus actividades. Además de concedérsele a la CUT la participación dentro del proceso de planificación económica nacional y la administración de las empresas. Sin embargo este proceso de identificación completa y de apoyo al gobierno de la Unidad Popular tiene sus problemas, más todavía cuando sus dirigentes pertenecían a los partidos que la integran. Por un lado hace imposible o muy difícil la participación del PDC al interior de la CUT y el movimiento sindical al ser el principal partido de oposición. Los sectores obreros de base superan las limitaciones de los sectores adscritos al reformismo y crean sus propias entidades como los cordones industriales cuestionado muchas veces las decisiones de la CUT. Al firmarse el acuerdo CUT-gobierno, las demandas salariales de las negociaciones colectivas superan lo señalado por las autoridades económicas debiendo la CUT apoyarlas para evitar su desligitimización como representante de los intereses de los trabajadores.

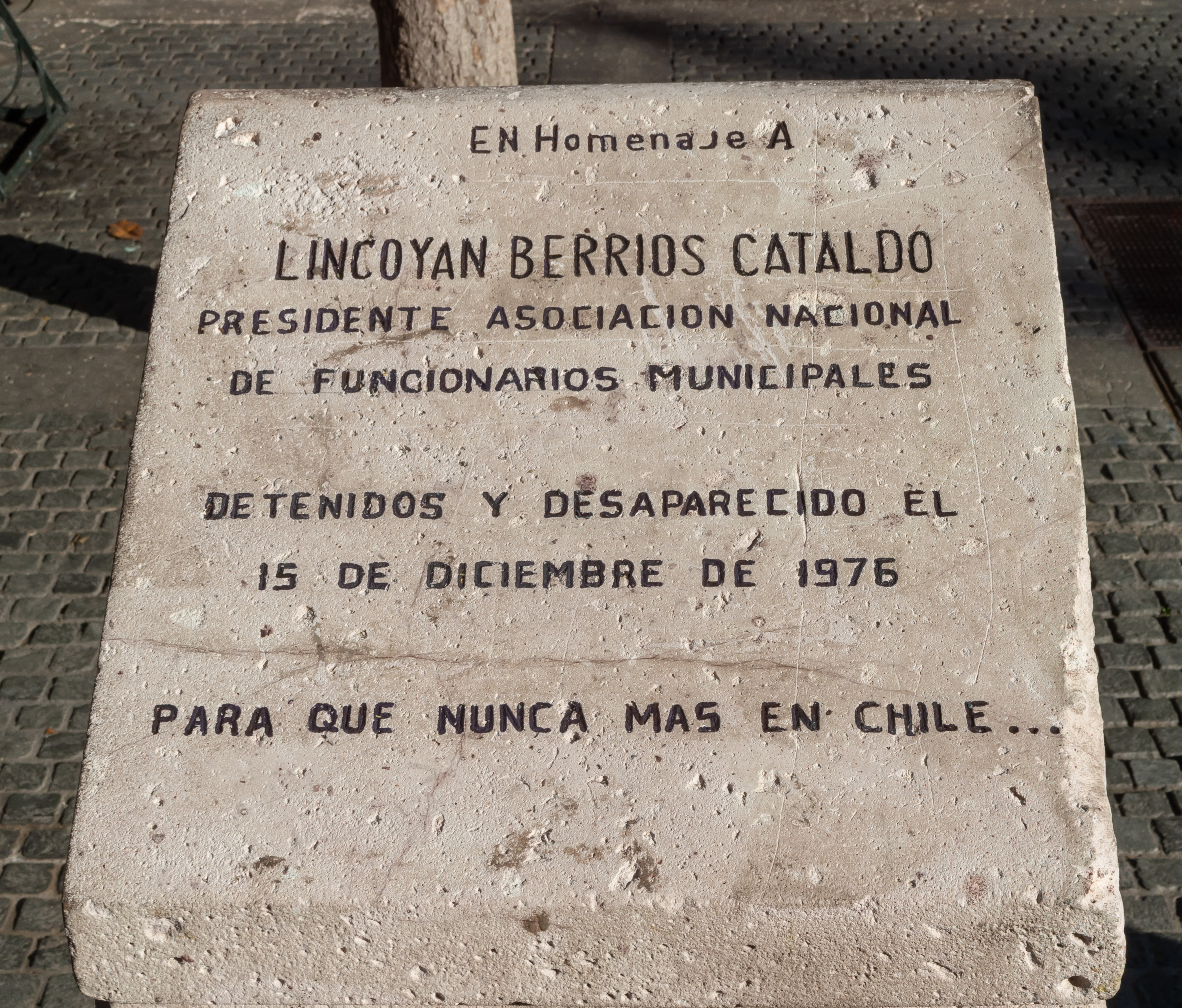
Placa en recuerdo de un dirigente laboral asesinado durante la dictadura de Pinochet.

Tras el golpe de Estado del 11 de septiembre de 1973 a la CUT se le cancela su personería jurídica por el Decreto Ley N.º 12 del 24 de septiembre de dicho año. En 1974 en París (Francia) se crea el Comité Exterior de la CUT (CEXCUT), integrado por Luis Figueroa (PCCh), Rolando Calderón (PS), Eduardo Rojas (MAPU), que serviría de vínculo entre el movimiento sindical en Chile y los organismos y partidos que solidarizan con la causa por volver la democracia. Integró el Comité Político de la UP en el exterior hasta su disolución en 1980.
Durante la dictadura militar le sucedió en su papel e intentos de unificar el disuelto movimiento sindical a la Coordinadora Nacional Sindical (CNS) y el Comando Nacional de Trabajadores, hasta la formación de la Central Unitaria de Trabajadores en 1988.

## Organización de la CUT

### Consejo Directivo
El Consejo Directivo Nacional (CDN) de la CUT era electo por los delegados a los Congresos Nacionales. Los Consejos Provinciales, Comunales o Locales también electos por sus respectivos congresos. Las federaciones sindicales que integraban la CUT se reunían en el Consejo de Federaciones. El Congreso Nacional estaba definido como la máxima instancia política de la CUT, entre sus sesiones se reunía la Conferencia Nacional. La elección de los organismos directivos (Nacional, Provincial y Comunal) es modificada por el VI Congreso nacional. El cual norma que entre el 30 y 31 de mayo de 1972 se efectúa la elección por el voto ponderado y directo de los dirigentes sindicales de todas las instancias directivas.

### Presidentes
- Clotario Blest (Ind., 1953-1961).
- Juan Campos (PC, 1961-1962).
- Oscar Núñez Bravo (PS, 1962-1965), y
- Luis Figueroa Mazuela (PC, 1965-1973).

La composición del Consejo Directivo Nacional, por fuerza política fue la siguiente:
| Agrupación política                                             | 1953 | 1957 | 1959 | 1962 | 1965 | 1968 | 1972 |
| --------------------------------------------------------------- | ---- | ---- | ---- | ---- | ---- | ---- | ---- |
| Partido Comunista (PCCh)                                        | 5    | 10   | 12   | 6    | 11   | 14   | 18   |
| Partido Socialista (PS)                                         | 3    | 10   | 8    | 5    | 9    | 8    | 16   |
| Partido Socialista Popular (PSP)                                | 4    | —    | —    | —    | —    | —    | —    |
| Socialistas disidentes                                          | 3    | 1    | —    | —    | —    | —    | —    |
| Partido Radical (PR)                                            | 2    | 4    | (a)  | 1    | (a)  | 2    | 2    |
| Partido Demócrata Cristiano (PDC) (Falange Nacional hasta 1957) | 2    | 4    | (a)  | 3    | (a)  | 3    | 16   |
| Anarquistas                                                     | 3    | —    | —    | —    | —    | —    | —    |
| Independientes                                                  | 3    | 1    | 1    | —    | —    | —    | —    |
| Movimiento de Izquierda Revolucionaria (MIR)                    | —    | —    | —    | —    | —    | 1    | 1    |
| Movimiento de Acción Popular Unitaria (MAPU)                    | —    | —    | —    | —    | —    | —    | 2    |
| Total CDN                                                       | 25   | 30   | 21   | 15   | 20   | 28   | 55   |

Nota: (a) Delegados al Congreso Nacional de la CUT se abstienen de participar en la elección del CDN.

### Elecciones de 1972
Las últimas elecciones de la directiva de la CUT se realizaron el 30 y 31 de mayo de 1972; el sorteo de la ubicación de las listas en la papeleta de votación se realizó el 7 de abril. Los resultados fueron los siguientes:
| Lista                                           | Lista                                     | Lista                      | Cabeza de lista            | Votos   | %        | Delegados |
| ----------------------------------------------- | ----------------------------------------- | -------------------------- | -------------------------- | ------- | -------- | --------- |
|                                                 | A. Movimiento de Acción Popular Unitaria  | MAPU                       | Eduardo Rojas              | 25 984  | 4,75 %   | 2         |
|                                                 | B. Acción Popular Independiente           | API                        | Ebegnedo Sepúlveda         | 1599    | 0,29 %   |           |
|                                                 | C. Partido Comunista de Chile             | PCCh                       | Luis Figueroa Mazuela      | 173 068 | 31,68 %  | 18        |
|                                                 | D. Partido Comunista Revolucionario       | PC(R)                      | José Reyes                 | 3216    | 0,59 %   |           |
|                                                 | E. Unión Socialista Popular               | USOPO                      | Óscar Núñez Bravo          | 5420    | 0,99 %   |           |
|                                                 | F. Partido Social Demócrata               | PSD                        | Waldo Vilches              | 1616    | 0,29 %   |           |
|                                                 | G. Partido Socialista de Chile            | PS                         | Rolando Calderón           | 148 140 | 27,12 %  | 16        |
|                                                 | H. Partido Radical                        | PR                         | Bayardo González           | 21 910  | 4,01 %   | 2         |
|                                                 | I. Frente de Trabajadores Revolucionarios | FTR                        | Alejandro Alarcón          | 10 181  | 1,86 %   | 1         |
|                                                 | J. Izquierda Cristiana                    | IC                         | Alejandro Sepúlveda        | 3330    | 0,61 %   |           |
|                                                 | K. Partido Izquierda Radical              | PIR                        | Eduardo Marín              | 3572    | 0,65 %   |           |
|                                                 | L. Movimiento Sindical Libertario         | MSL                        | Ernesto Miranda            | 676     | 0,12 %   |           |
|                                                 | M. Partido Demócrata Cristiano            | PDC                        | Ernesto Vogel              | 147 531 | 27,01 %  | 16        |
| Votos válidamente emitidos                      | Votos válidamente emitidos                | Votos válidamente emitidos | Votos válidamente emitidos | 546 243 | 97,50 %  | 55        |
| Votos nulos                                     | Votos nulos                               | Votos nulos                | Votos nulos                | 8348    | 1,49 %   |           |
| Votos en blanco                                 | Votos en blanco                           | Votos en blanco            | Votos en blanco            | 5652    | 1,01 %   |           |
| Total de votos emitidos                         | Total de votos emitidos                   | Total de votos emitidos    | Total de votos emitidos    | 560 243 | 100,00 % |           |
| Fuente: La Izquierda Chilena, de Víctor Farías. |                                           |                            |                            |         |          |           |

## Congresos de la CUT

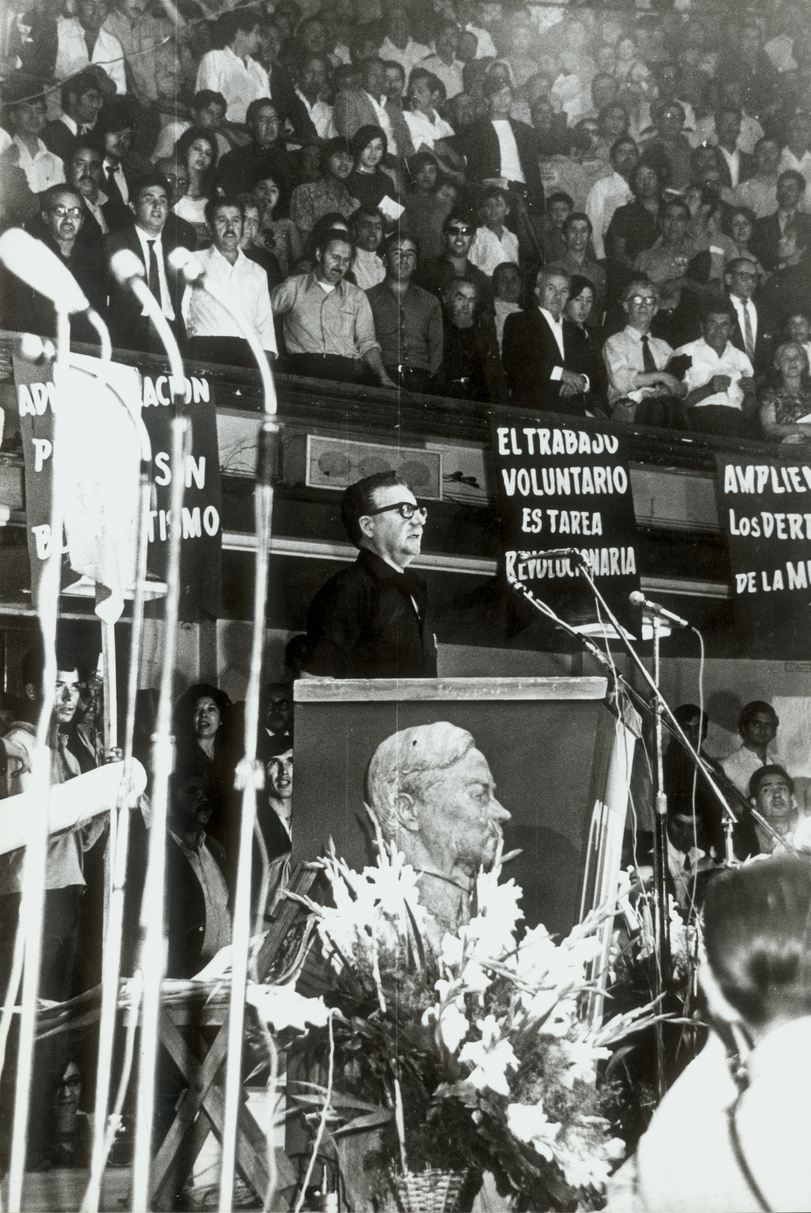
Salvador Allende da un discurso en el VI Congreso de la CUT (1971).

La CUT realizó los siguientes Congresos:
- Congreso Constituyente, 13 al 16 de febrero de 1953
- I Congreso Nacional, 15 al 18 de agosto de 1957
- II Congreso Nacional, 4 al 8 de diciembre de 1959
- III Congreso Nacional, 1 al 5 de agosto de 1962. Consigna: Chile necesita cambios de fondos
- IV Congreso Nacional 25 al 28 de agosto de 1965.
- V Congreso Nacional, 14 al 25 de noviembre de 1968. Consigna: Unidad de los trabajadores para los cambios revolucionarios
- VI Congreso Nacional, 8 al 12 de diciembre de 1971. Consigna Los trabajadores construyen el nuevo Chile

| Agrupación política                            | 1953 | 1957 | 1959 | 1962 | 1965 | 1968 |
| ---------------------------------------------- | ---- | ---- | ---- | ---- | ---- | ---- |
| Partido Comunista (PCCh)                       | 21,3 | 39,9 | 44,7 | 31,1 | 42,3 | 45,5 |
| Socialistas (PS, PSP y socialistas disidentes) | 25,3 | 25,9 | 28,1 | 28,4 | 33,1 | 24,6 |
| Falange Nacional / Partido Demócrata Cristiano | 6,3  | 14,7 | 14,6 | 17,6 | 11,9 | 10,2 |
| Partido Radical (PR)                           | 6,3  | 9,0  | 4,1  | 6,2  | 4,8  | 8,1  |
| Anarquistas                                    | 7,9  | 2,2  | 2,0  | 2,0  | —    | —    |
| Independientes                                 | 6,6  | —    | —    | 0,5  | —    | —    |
| Movimiento de Izquierda Revolucionaria (MIR)   | —    | —    | —    | —    | —    | 1,4  |
| Otros (sin clasificar)                         | 25,6 | 8,8  | 5,0  | 12,9 | 7,2  | 9,4  |

## Himno de la CUT
Fue creado a finales de los 60, por Sergio Ortega. Su himno llegará a ser, durante el gobierno de Salvador Allende, una canción de gran popularidad:
Yo te doy la vida entera
te la doy, te la entrego, compañera
si tu llevas la bandera
la bandera de la CUT.
Aquí va la clase obrera
hacia el triunfo, querida compañera
y en el día que yo muera
mi lugar lo tomas tú.
Entregando nuestra vida en el carbón
o luchando por el cobre con valor
en la CUT peleamos duro sin cesar
contra el yanqui explotador
Y la CUT, bravo baluarte sindical
con la ruta que el obrero fijará
con viril, segura y fuerte convicción
a luchar nos llevará
En el campo la mirada hay que poner
nuestro hermano campesino ha de tener
más que nunca, compañero de la CUT
nuestro apoyo duro y fiel
Campesino que en la lucha sin cuartel
vas templando tu conciencia y tu poder
en la unión con el obrero y con la CUT
imparable habrás de ser